# Kim Giang
Kim Giang là một phường thuộc quận Thanh Xuân, thành phố Hà Nội, Việt Nam.

## Địa lý
Phường Kim Giang có địa giới hành chính:
- Phía đông giáp phường Khương Đình
- Phía tây giáp huyện Thanh Trì
- Phía nam giáp quận Hoàng Mai
- Phía bắc giáp phường Hạ Đình.

Phường Kim Giang có diện tích 22,90 ha (0,23 km2), dân số năm 2022 là 13.494 người, mật độ dân số đạt 58.925 người/km².

## Lịch sử
Phường Kim Giang được thành lập vào ngày 13 tháng 10 năm 1982 trên cơ sở 13 ha diện tích tự nhiên của thôn Kim Giang thuộc xã Đại Kim, huyện Thanh Trì. Khi mới thành lập, phường thuộc quận Đống Đa. Tuy nhiên, tại thời điểm thành lập, phường này tách biệt với địa phận quận Đống Đa nên gây khó khăn trong việc quản lý hành chính.
Ngày 22 tháng 11 năm 1996, phường Kim Giang chuyển sang trực thuộc quận Thanh Xuân mới thành lập.

## Hành chính
Phường được chia làm 6 khu dân cư và 16 tổ dân phố.